# Камалов, Тагир Таузяхович
Тагир Таузяхович Камалов (2 июня 1962, Уфа, Башкирская АССР — 4 января 2021) — основатель, художественный руководитель и главный дирижёр Национального симфонического оркестра Республики Башкортостан (1994—2011). Народный артист Республики Башкортостан (1995).

## Биография
Родился 2 июня 1962 года в г. Уфа БАССР. Обучался в детской музыкальной школе №7 г. Уфа.
В 1981 году окончил Уфимское училище искусств, в 1983 году — Уфимский государственный институт искусств. В 1983—1989 годах учился в Российской музыкальной академии имени Гнесиных, в классе Вячеслава Филипповича Белякова.
Отслужил в армии в 1985—1986 годах. Образование продолжил в 1993—1995 годах в аспирантуре Казанской государственной консерватории по специальности оперно-симфоническое дирижирование (педагог профессор Ф. Мансуров).
Место работы: c 1989 по 1992 год — дирижёр Башкирского государственного театра оперы и балета; с 1992 по 1994 год — художественный руководитель и главный дирижёр симфонического оркестра «Шарк»; с 1994 по 1996 год — генеральный директор, художественный руководитель и главный дирижёр АОЗТ «Национальный симфонический оркестр РБ»; с 1996 по 2011 год — художественный руководитель и главный дирижёр государственного учреждения культуры и искусства «Национальный симфонический оркестр РБ» . Камалов Тагир Таузяхович — один из создателей этого оркестра.
С оркестром, под его руководством, был выпущен альбом Дж. Верди «Реквием», Большой концертный зал Московской консерватории, солисты — И. Архипова, А. Абдразаков, М. Шагуч, Т. Гугушвили, записана «Антология башкирской симфонической музыки», музыка для телефильмов о композиторах Р. Муртазине, Х. Ахметове. В антологию включены записанные с Национальным симфоническим оркестром РБ произведения композиторов Башкортостана разных поколений.
Скончался на 59-м году жизни 4 января 2021 года.
Семья — жена Елена, дочь Лейсан и сын Рустам. Живут в г. Уфа.

## Награды и звания
- Народный артист Республики Башкортостан (1995).